# HD 216380
HD 216380，又名BD+60 2450，SAO 20281、HR 8696，是一颗恒星，视星等为5.6，位于銀經109.2，銀緯2.07，其B1900.0坐标为赤經22h 47m 28.2s，赤緯+61° 2.07′ 54″。